# Scylaticus indicus
Scylaticus indicus là một loài ruồi trong họ Asilidae. Scylaticus indicus được Bromley miêu tả năm 1939. Loài này phân bố ở miền Ấn Độ - Mã Lai.